# NGC 3697B
NGC 3697B (другие обозначения — MCG 4-27-45, ZWG 126.64, HCG 53C, MK 1296, PGC 35355) — спиральная галактика (Sb) в созвездии Лев.
Этот объект не входит в число перечисленных в оригинальной редакции «Нового общего каталога» и был добавлен позднее.